# シャンプレーン級中型揚陸艦
シャンプレーン級中型揚陸艦（Le Bâtiment de Transport Léger Classe Champlain）は、フランス海軍の軽輸送艦（BATRAL: 中型揚陸艦に相当）の艦級。計画名は艦種名と同じくBATRAL（Le Bâtiment de Transport Légerの頭字語）であった。

## 設計
主として、フランスの海外領土において業務輸送に充当することを目的として開発された。艦首を海岸に擱座（ビーチング）して兵員・車両を揚陸することを想定しており、艦首部には観音開きの門扉（バウ・ドア）と、その中にバウ・ランプ（耐荷重40トン）を有している。
ゲパール（Guépard）と通称される歩兵中隊戦闘群1個（将校5名、下士官15名、歩兵118名）とその車両12両（装甲車6両＋トラック6両）を輸送・揚陸することが求められており、ビーチング時の車両搭載量は計330トン（このほか飲料水208トン）、バウランプを介した直接乗降のほか、力量10トンのクレーンによって揚降することもできる。また、3番艦以降では居住区を180名に拡張するとともに、艦橋構造物を1層高くする一方、兵装は40mm単装機銃から20mm単装機銃に変更された。
上陸用舟艇として、艦橋構造物直前の上甲板上にLCVPおよびLCPを1隻ずつ搭載する。また艦橋構造物の後方、01甲板レベルにはヘリコプター甲板を設けており、アルエットIIIヘリコプター1機の運用に対応できる。

## 配備
フランス海軍のほか、チリ、コートジボワール、モロッコ、ガボンにも同型艦が輸出されている。
| 艦番号 | 艦名                                      | 就役           | 退役            | 主な配備地域         |
| ------ | ----------------------------------------- | -------------- | --------------- | -------------------- |
| L 9030 | シャンプレーン (Champlain)                | 1974年 10月5日 | 2004年 10月26日 | フランス領アンティル |
| L 9031 | フランシス・ガルニエ (Francis Garnier)    | 1974年 6月     | 2011年 2月16日  | フランス領アンティル |
| L 9032 | デュモン・デュルヴィル (Dumont d'Urville) | 1983年 2月5日  | 2017年7月       | フランス領ポリネシア |
| L 9033 | ジャック・カルティエ (Jacques Cartier)    | 1983年 9月28日 | 2016年10月      | ニューカレドニア     |
| L 9034 | ラ・グランディエール (La Grandière)       | 1987年 1月21日 | 2016年          | レユニオン           |